# 雲南市立温泉小学校
雲南市立温泉小学校（うんなんしりつ おんせんしょうがっこう）は、かつて島根県雲南市木次町平田にあった公立小学校。
2014年3月23日に閉校式が行われ、閉校。

## 概要
槻之屋神楽保持者会による子供神楽を実施しており、きすき桜祭りなどをはじめとする催しで公演を行っている。

## 校歌
- 作詞 中尾清
- 作曲 森山俊雄

## 歴史
温泉小学校の創立年は、大正時代ごろである。
- 1996年 - 体育館竣工[1]。
- 2001年 - 木造2階建校舎竣工。
- 2002年 - 完全複式学級編制、学校評議員制度導入。
- 2004年
  - 不明 - グラウンド整備工事。
  - 11月11日 - 雲南市立温泉小学校に改称。
- 2014年
  - 3月23日 - 温泉小学校・温泉幼稚園の閉校式及び閉園式が行われる。
  - 3月31日 - 閉校（統合先の小学校は雲南市立木次小学校）。

## 委員会
- 体育委員会
- 文化委員会

## 通学区域
進学先中学校は雲南市立木次中学校。
- 木次町湯村、木次町平田、木次町北原

## 周辺
- 尾原ダム
- 出雲湯村温泉
- 天が淵
- 温泉神社